# クズネツォフ海軍大学校

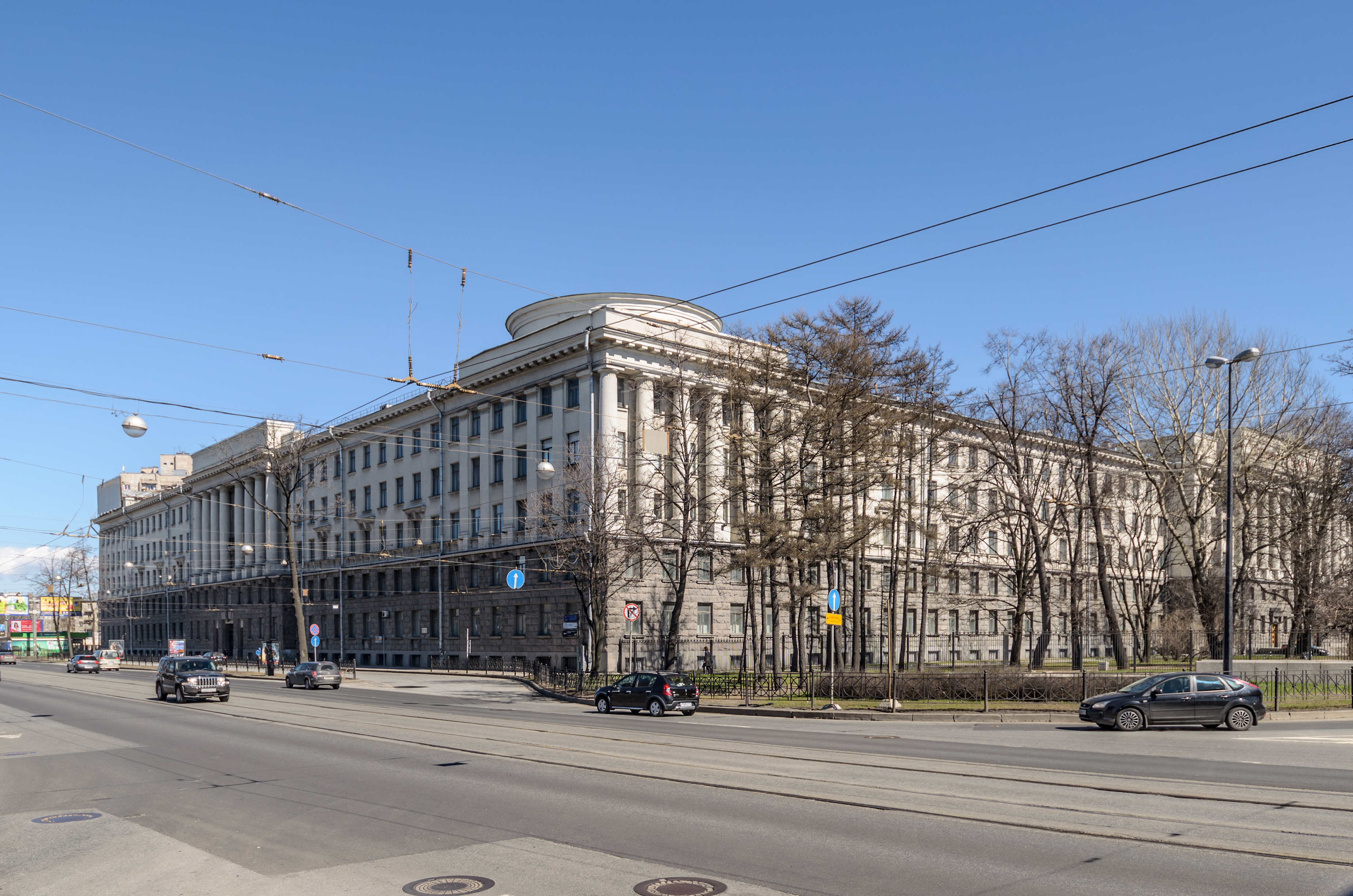
クズネツォフ海軍兵学校

N・G・クズネツォフ記念海軍大学校（ロシア語: Военно-морская академия имени Н. Г. Кузнецова、英語: N. G. Kuznetsov Naval Academy）は、ロシア・サンクトペテルブルクに所在するロシア海軍の高等教育機関。
海軍兵学校と訳されることがあるが、基本的には参謀学校（スタッフ・カレッジ）相当である。

## 受賞
- レーニン勲章（1944年3月30日）
- 十月革命勲章（1978年）
- ウシャコフ記章一等（1968年2月22日）
- Kampforden „Für Verdienste um Volk und Vaterland“（ドイツ民主共和国）
- 労働赤旗勲章一等（ポーランド人民共和国）
- ブルガリア人民共和国勲章一等